# Pluvial (climatologie)
Pour les articles homonymes, voir pluvial.
En climatologie, un pluvial est une période de l'ère quaternaire durant laquelle les précipitations des zones tropicales sont élevées.

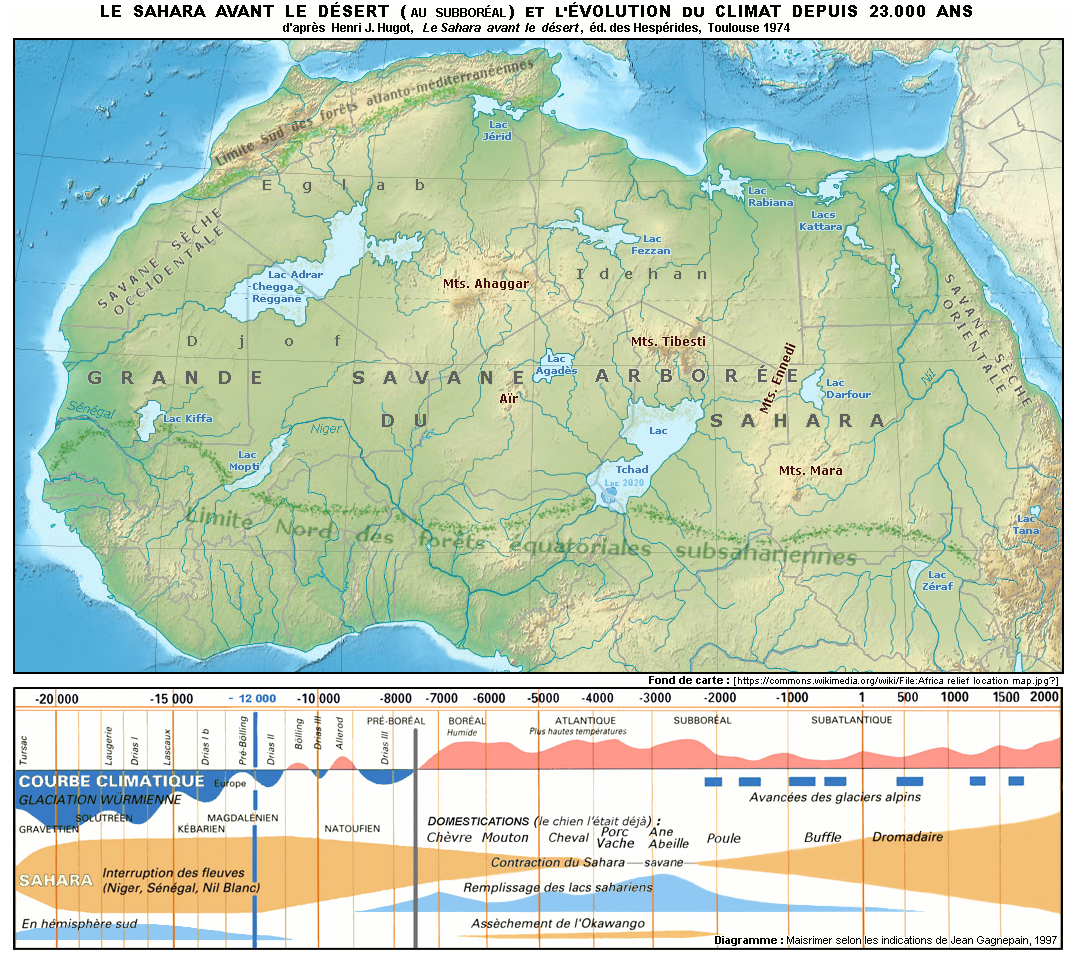
Le Sahara durant sa période humide : la végétation était de type savane arborée et la faune, attestée par les restes fossiles et l'art rupestre, comprenait des autruches, des gazelles, des girafes, des bovins, des rhinocéros, des éléphants, des hippopotames, des crocodiles…

## Description
En géologie et en climatologie, un pluvial est soit un climat moderne caractérisé par des précipitations relativement élevées, soit un intervalle de temps de longueur variable, de quelques décennies à des milliers d'années, pendant lequel un climat est caractérisé par des précipitations ou une humidité relativement élevées. Les subdivisions d'un pluvial, qui sont caractérisées par des précipitations élevées, sont connues sous le nom de sous-pluvial. Officiellement, les pluviaux étaient assimilés aux stades glaciaires du Quaternaire. Cependant, comme c'est le cas dans les régions équatoriales, les pluies peuvent également se produire pendant les phases interglaciaires. Les latitudes inférieures ont même connu des épisodes pluvieux majeurs au début ou au milieu de l'holocène.
En géomorphologie, un pluvial désigne un épisode géologique, un changement, un processus, un dépôt ou une caractéristique qui résulte de l'action ou des effets de la pluie. Parfois, il désigne également l'action fluviale de l'eau de pluie s'écoulant dans le lit d'un cours d'eau, y compris une inondation, dite pluviale, qui est le résultat direct de précipitations excessives,.
.